# Potamogeton polygonifolius
Potamogeton polygonifolius là một loài thực vật có hoa trong họ Potamogetonaceae. Loài này được Pourr. miêu tả khoa học đầu tiên năm 1788.